# 렉서스 RC
렉서스 RC(Lexus RC)는 렉서스의 4인승 스포츠카이다.

## 1세대

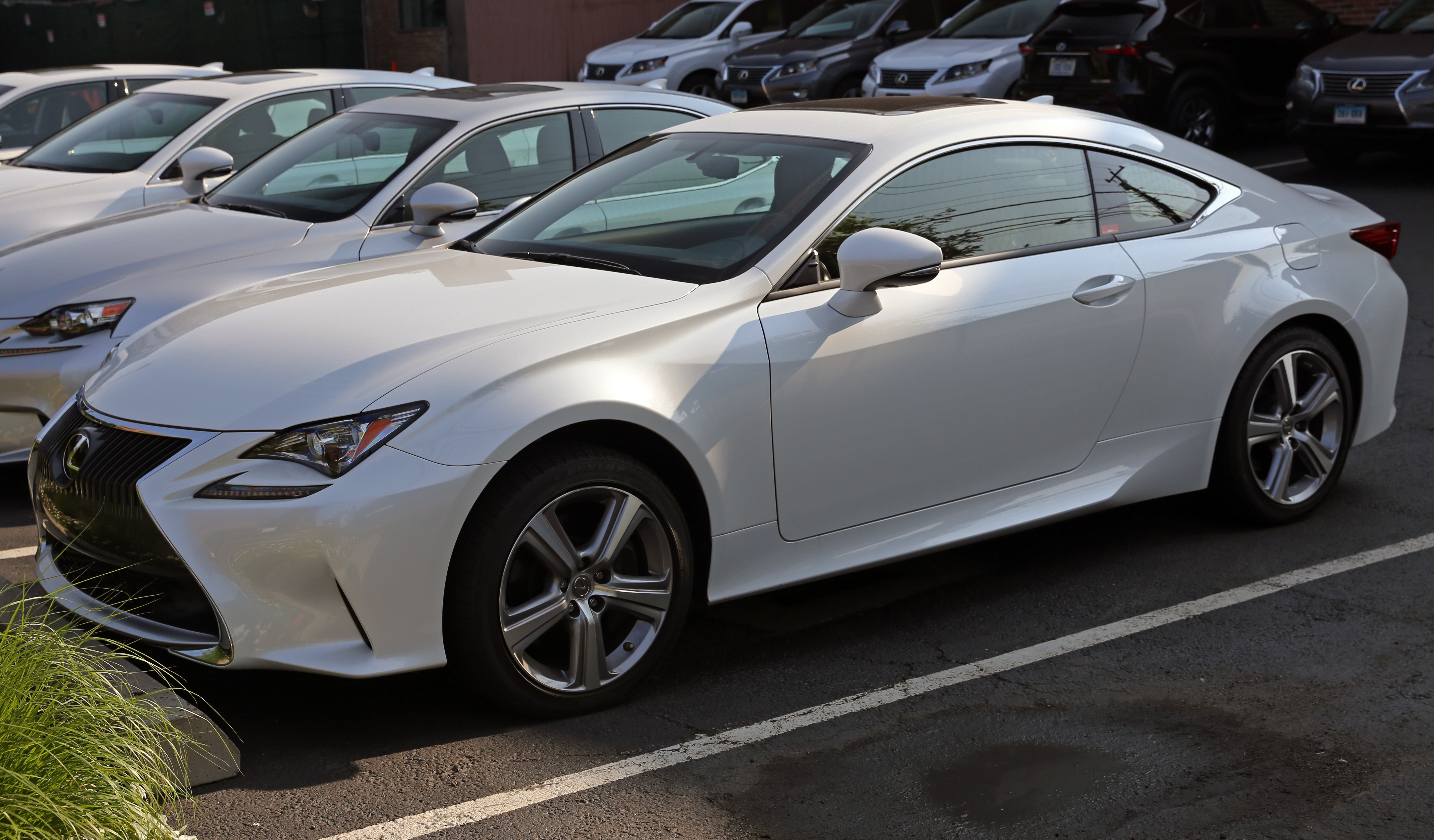
렉서스 RC 정측면

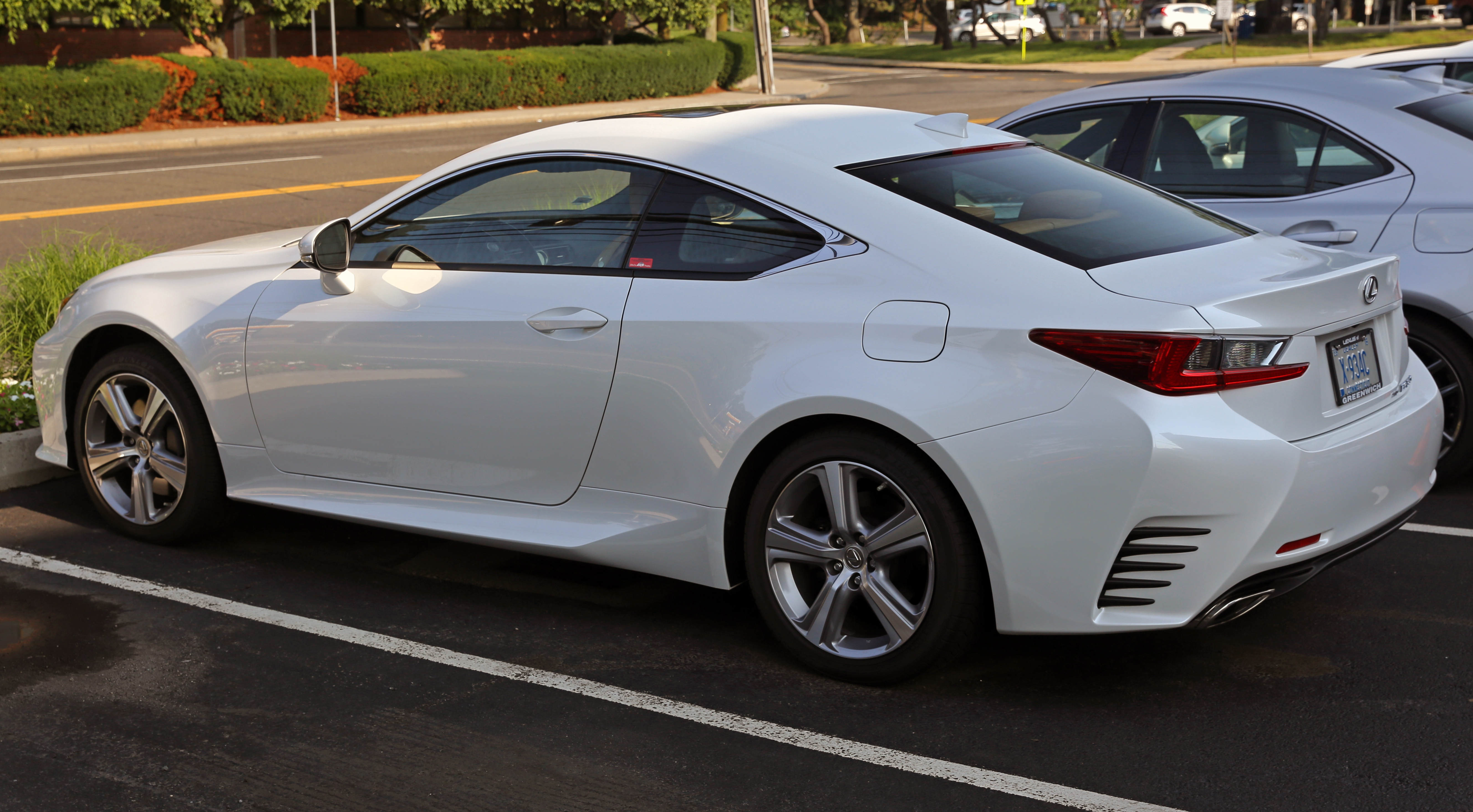
렉서스 RC 후측면

2013년 11월에 개최된 제 43회 도쿄 모터쇼를 통해 공개되었으며, 2014년 10월에 정식 발표되었다. GS의 플랫폼을 사용한 스포츠 쿠페로, 렉서스의 두 번째 쿠페 전용 차종이다. 엔진은 I4 2.5ℓ 가솔린 하이브리드, V6 3.5ℓ 가솔린, V8 5.0L 가솔린 엔진 등 3가지가 적용되며, 여기에 무단 변속기와 8단 자동변속기를 물린다. 하반기에는 고성능 트림인 RC F가 출시되었다. 대한민국에는 2015년 4월에 개최된 서울 모터쇼를 통해 공개됨과 동시에 정식 수입을 시작했고, V6 3.5ℓ 가솔린 엔진을 장착한 RC350 F 스포츠와 V8 5.0ℓ 가솔린 엔진을 단 RC F 등 2가지만 수입된다.
2018년 11월에 페이스리프트 버전이 파리 모터쇼에 공개되었으며, 헤드램프하고 RC F에 런치 컨트롤 추가, 경량화를 통해 공차중량이 35kg 줄어들었다. I4 2.5리터 가솔린 엔진을 장착한 RC 300 F 스포츠도 출사되었다. 

### 라인업
| 구분 | RC350            | RC F |
| ---- | ---------------- | ---- |
| RC   | Standard F Sport | RC F |

### 제원
| 구분                 | RC I4 2.5ℓ 가솔린 하이브리드 | RC V6 3.5ℓ 가솔린              | RC F V8 5.0ℓ 가솔린            |
| -------------------- | ---------------------------- | ------------------------------ | ------------------------------ |
| 전장 (mm)            | 4,695                        | 4,695                          | 4,705                          |
| 전폭 (mm)            | 1,840                        | 1,840                          | 1,845                          |
| 전고 (mm)            | 1,395                        | 1,395                          | 1,390                          |
| 축거 (mm)            | 2,730                        | 2,730                          | 2,730                          |
| 윤거 (전, mm)        | —                            | 1,580                          | 1,555                          |
| 윤거 (후, mm)        | —                            | 1,600                          | 1,560                          |
| 승차 정원            | 4명                          | 4명                            | 4명                            |
| 변속기               | 자동 무단                    | 자동 8단                       | 자동 8단                       |
| 서스펜션 (전/후)     | 더블 위시본/멀티 링크        | 더블 위시본/멀티 링크          | 더블 위시본/멀티 링크          |
| 구동 형식            | 후륜 구동                    | 후륜 구동                      | 후륜 구동                      |
| 연료                 | 가솔린+전기                  | 가솔린                         | 가솔린                         |
| 배기량 (cc)          | 2,493                        | 3,456                          | 4,969                          |
| 최고 출력 (ps/rpm)   | 178/6,000(모터:105kw)        | 311/6,400                      | 473/7,100                      |
| 최대 토크 (kg*m/rpm) | 22.5/4,200~4,800             | 38.2/4,800                     | 53.7/4,800~5,600               |
| 연비 (km/ℓ)          | —                            | 7.7(도심)/11.0(고속)/8.9(복합) | 6.8(도심)/10.3(고속)/8.0(복합) |